# Somain
Somain è un comune francese di 12 440 abitanti situato nel dipartimento del Nord nella regione dell'Alta Francia.

## Amministrazione

### Gemellaggi
- Castel del Monte

## Società

### Evoluzione demografica
Abitanti censiti